# Глушенко, Диана Константиновна
Диана Константиновна Глушенко (родилась 27 августа 1998 года в Прокопьевске) — российская регбистка, игрок клуба «Енисей-СТМ» и женских сборных России по регби-15 и регби-7, спортсмен-инструктор клуба «Енисей-СТМ». Мастер спорта России международного класса.

## Биография
Занимается регби с 7 лет, также в течение 5 лет параллельно занималась баскетболом. В 2011 году выступала за команду ДЮСШ № 3 города Прокопьевск. С 2016 года выступает за «Енисей-СТМ». Чемпионка России 2017 года в составе клуба, также дважды серебряный призёр чемпионата России в составе клуба, Четырехкратная чемпионка России среди девушек до 18 лет, чемпионка летней Спартакиады учащихся 2015 года. В дебютном матче за «Енисей-СТМ» против новокузнецкого «Буревестника» отметилась занесённой попыткой.
Диана дебютировала за юниорскую сборную России в 2014 году на турнире в Гонконге, который выиграли россиянки. В составе женской сборной по регби-7 выиграла чемпионат Европы впервые в 2018 году. В 2019 году выиграла второй титул чемпионки Европы: на этапе в Харькове занесла попытку в ворота Англии), а также стала бронзовым призёром летней Универсиады 2019 года по регби-7 в Неаполе (представляла Московскую международную академию). Заявлена на этапы Мировой серии по регби-7 среди женщин 2019/2020 в Глендейле (6—7 октября 2019) и в Гамильтоне (25—26 января 2020). Бронзовый призёр чемпионата Европы 2019 года по регби-15.
В 2021 году выступила на втором этапе чемпионата Европы по регби-7 в Москве, выиграв свой третий титул чемпионки Европы в карьере.